# Прва влада Миленка Веснића
Прва влада Миленка Веснића је била влада Краљевине Срба, Хрвата и Словенаца која је владала од 17. маја 1920. до 18. августа 1920. године.

## Историја
Након успешних преговора Протић је поднео оставку како би се створила нова влада којом је председавао неутрална фигура Миленко Веснић.
Тријанонски споразум је закључен 4. јуна 1920. године у палати Тријанон у Версају (Француска), између земаља Антанте и Мађарске. Споразум је регулисао статус нове независне мађарске државе и дефинисао њене границе према суседима. Краљевина Срба, Хрвата и Словенаца је према Тријанонском споразуму, независној Мађарској уступила део Бачке и највећи део Барање. Мађарска је, према споразуму, уступила Краљевини Срба, Хрвата и Словенаца Међумурје и Прекумурје.
Одлуком Привременог народног представништва од 15. јула 1920, реч Краљевство у имену државе је промењена у Краљевина након претходог предлога председника Министарског савета Миленка Веснића да се употребљава реч Краљевина. Тако да је од тог датума званичан назив државе био Краљевина Срба, Хрвата и Словенаца. Промена у називу државе није одмах уследила на званичним документима нити је истовремено примењена.
Краљевина СХС и Република Чехословачка су 14. августа 1920. у Београду потписали уговор о одбрандбеном савезу.

## Чланови владе
| Функција                                                         | Слика | Име и презиме        | Детаљи |
| ---------------------------------------------------------------- | ----- | -------------------- | ------ |
| Председник Министарског савета                                   |       | Миленко Р. Веснић    |        |
| Министар иностраних дела                                         |       | Анте Трумбић         |        |
| Министар војске и морнарице                                      |       | Бранко Јовановић     |        |
| Министар унутрашњих дела                                         |       | Љубомир М. Давидовић |        |
| Министар правде                                                  |       | Марко Н. Трифковић   |        |
| Министар просвете                                                |       | Светозар Прибићевић  |        |
| Министар финансија                                               |       | Коста Стојановић     |        |
| Министар грађевина                                               |       | Јован П. Јовановић   |        |
| Министар трговине и индустрије                                   |       | Момчило А. Нинчић    |        |
| Министар пољопривреде и вода                                     |       | Велизар С. Јанковић  |        |
| Министар пошта и телеграфа                                       |       | Мате Дринковић       |        |
| Министар шума и руда                                             |       | Иван Ковачевић       |        |
| Министар социјалне политике                                      |       | Вјекослав Куковец    |        |
| Министар народног здравља                                        |       | Живојин Рафајловић   |        |
| Министар вера                                                    |       | Павле Д. Маринковић  |        |
| Министар припреме за Уставотворну скупштину и изједначење закона |       | Стојан М. Протић     |        |
| Министар аграрне реформе                                         |       | Хинко Кризман        |        |
| Министар исхране и обнове земље                                  |       | Ристо Јојић          |        |
| Министар саобраћаја                                              |       | Антон Корошец        |        |